# Septiembres
Septiembres és una pel·lícula documental espanyola del 2007, la segona pel·lícula dirigida per Carles Bosch i Arisó. Segons el propi director, es tracta d'una història sobre l'amor dins de les parets de la presó. Fou rodada a la presó de Soto del Real i protagonitzada per interns de diverses presons madrilenyes.

## Sinopsi
Com a cada setembre, la presó de Soto del Real (Madrid) es prepara per celebrar un Festival de la Cançó on hi participen reclusos de totes les presons de la comunitat autònoma. El Festival serveix com a excusa per mostrar les vides i les intimitats de quatre homes i quatre dones encarcerats. Un d'ells és José Gardoqui, bateria del grup madrileny Burning que va acabar a la presó per culpa de la seva relació amb l'heroïna i que es manté sencer gràcies a la seva parella Fortu, una altra reclusa que va conèixer a la presó. Una altra, la mexicana Norma García, que compleix una condemna de 10 anys sense que ho sàpiga la seva filla, ha estat la guanyadora de les tres darreres edicions. Beto, un pres argentí la família del qual creu que està fent un creuer per Espanya. Els altres són Arturo, Rudolf, Patricia, Estefanía y Cristian.

## Recepció
Fou estrenada a la presó de Soto del Real el 10 de juliol de 2007 amb assistència de la directora general d'Institucions Penitenciàries Mercedes Gallizo. Va rebre els premis del jurat del Festival de Màlaga i del Festival Internacional de Cinema de Miami. també fou nominat al Premi Joris Ivens Festival Internacional de Cinema Documental d'Amsterdam